# Guillaume de Weimar-Orlamünde

Guillaume de Weimar-Orlamünde nommé également Guillaume de Ballenstedt  (né en 1112 à Worms et mort le 13 février 1140) noble allemand issu de la maison d'Ascanie fut en 1124 comte de Weimar-Orlamünde ainsi que  comte palatin du Rhin de 1129 à sa mort.

## Famille
Guillaume est le jeune fils du comte palatin du Rhin et comte de Weimar-Orlamünde, Siegfried Ier (mort en 1113), et de son épouse Gertrude  de Nordheim (morte en 1154), fille du margrave de Frise Henri le Gras, comte en Rittigau et en Eichsfeld.

## Biographie
Après la mort de son père en 1113, son frère aîné Siegfried II, hérite le comté paternel de Weimar-Orlamünde, pendant que la Palatinat du Rhin est usurpé par Gottfried de Calw. 
En 1115 sa mère épouse en secondes noces Otto Ier de Salm, qui assure sans doute la régence pour le compte de son fils mineur Siegfried II. En 1124 son frère Siegfried II meurt et Guillaume toujours mineur lui succède 
dans le comté de Weimar-Orlamünde, sous la régence d'Otto.
En 1126 l'oncle par alliance de Guillaume, le roi des Romains et futur emprereur Lothaire III, un beau-frère de sa mère, fait pression sur Gottfried de Calw, afin que Guillaume puisse récupérer le Palatinat. Guillaume recouvre son titre mais jusqu'à la fin de sa minorité en 1129 il demeure sous la régence de Gottfried de Calw en outre son beau-père Otto Ier de Salm reçoit lui aussi le titre de comte palatin du Rhin. Pendant la querelle autour du trône en Allemagne Guillaume se range aux côtés des Welfs.
Guillaume épouse une certaine Adelheid d'origine inconnue qui ne lui donne pas d'enfant. À la mort de Guillaume en février 1140 le comté de Weimar-Orlamünde revient à son cousin Albert l'Ours. Dans le comté de Palatinat 
la position de son beau-père Otto Ier de Salm est contestée par le nouveau souverain Conrad III qui nomme à sa place Henri II de la maison de Babenberg.